# Klakier
Klakier (w oryginale Azrael) – postać fikcyjna z komiksu oraz animowanego serialu pt. Smerfy.
Klakier jest rudym kotem czarownika Gargamela. Przedstawiany jako postać niezdarna i potrafiąca popsuć tym plany swojego pana. Krytycznym okiem spogląda na jego poczynania i próbuje wybić mu z głowy niebezpieczne pomysły. Z reguły jest wobec Gargamela lojalny, jednak epizodycznie zwraca się przeciwko niemu (np. w odcinku pt. Rozum Klakiera). Czasem pomrukuje ludzkim głosem. Jego oryginalne imię (Azrael) jest zaczerpnięte z tradycji islamskiej, gdzie jest imieniem anioła śmierci. Gargamel z kotem Klakierem są wymieniani wśród postaci, które polscy dorośli pamiętają jako jedne z bardziej przerażających z dziecięcych kreskówek. Ekspresja Klakiera wygenerowana komputerowo w filmach Smerfy i Smerfy 2 na tyle przypomina ludzką, że może wzbudzać zjawisko doliny niesamowitości.
W polskiej wersji Smerfów Klakierowi głosu użyczyli:
- Joanna Sokołowska – serie 1, 2, 3, 5, niektóre odcinki 6, 7, 8
- Artur Kaczmarski – pozostała część serii 7, całe serie 4 i 9 oraz nowa wersja 1, 2 i 3.

Z inspiracji serialu Klakier stał się w Polsce popularnym imieniem dla kota. Klakier jest wymieniane jako jedno z popularnych przezwisk. Dorota Zaworska-Nikoniuk w rozprawie Wzory kobiecości i męskości w polskiej prasie dla kobiet XXI wieku „kotem Klakiera” nazwała jedną z wyodrębnionych przez siebie strategii reprezentacyjnych kobiet w przekazie mediów masowych, która polega na popieraniu projektów męskich i konformizmie.